# Kostel Neposkvrněného početí Panny Marie (San Cristóbal de La Laguna)
Kostel Neposkvrněného početí Panny Marie (ve španělštině: Iglesia Matriz de la Concepción) se nachází ve městě San Cristóbal de La Laguna na ostrově Tenerife na Kanárských ostrovech.
Kostel byl postaven v roce 1511 a v průběhu let prošel několika přestavbami. Jeho charakteristickým rysem je věž, ze které je výhled na město San Cristóbal de La Laguna. Jednalo se o první farnost na ostrově.
Uvnitř chrámu je několik oltářů. Chrám má tři dlouhé lodě. Mimo chrámu vedle hlavní brány je socha papeže Jana Pavla II., přivezená z Polska.